# Anophiura
Anophiura är ett släkte av ormstjärnor. Anophiura ingår i familjen Ophiolepididae.
Kladogram enligt Catalogue of Life:
| Anophiura | \| \| Anophiura planissima \| \| \| \| \| \| Anophiura simplex \| \| \| \| |
|           | \| \| Anophiura planissima \| \| \| \| \| \| Anophiura simplex \| \| \| \| |
|           | Amphipholizona                                                             |
|           |                                                                            |
|           | Aspidophiura                                                               |
|           |                                                                            |
|           | Ophioceres                                                                 |
|           |                                                                            |
|           | Ophiolepis                                                                 |
|           |                                                                            |
|           | Ophiomaria                                                                 |
|           |                                                                            |
|           | Ophiomidas                                                                 |
|           |                                                                            |
|           | Ophiomusium                                                                |
|           |                                                                            |
|           | Ophioplocus                                                                |
|           |                                                                            |
|           | Ophiothyreus                                                               |
|           |                                                                            |
|           | Ophiotrochus                                                               |
|           |                                                                            |
|           | Ophiozonella                                                               |
|           |                                                                            |
|           | Ophiozonoida                                                               |
|           |                                                                            |
|           | Ophiuroconis                                                               |
|           |                                                                            |
|           | Ophiurodon                                                                 |
|           |                                                                            |
|           | Anophiura planissima                                                       |
|           |                                                                            |
|           | Anophiura simplex                                                          |
|           |                                                                            |

|  | Anophiura planissima |
|  |                      |
|  | Anophiura simplex    |
|  |                      |